# Отавиано Петручи
Отавиано Петручи (на италиански: Ottaviano Petrucci) е италиански художник. Роден е на 18 юни 1466 г. и през 1501 г. отпечатва за пръв път музикални партитури във Венеция.
Отавиано Петручи почива през май 1539 г.